# Joschka Fischer

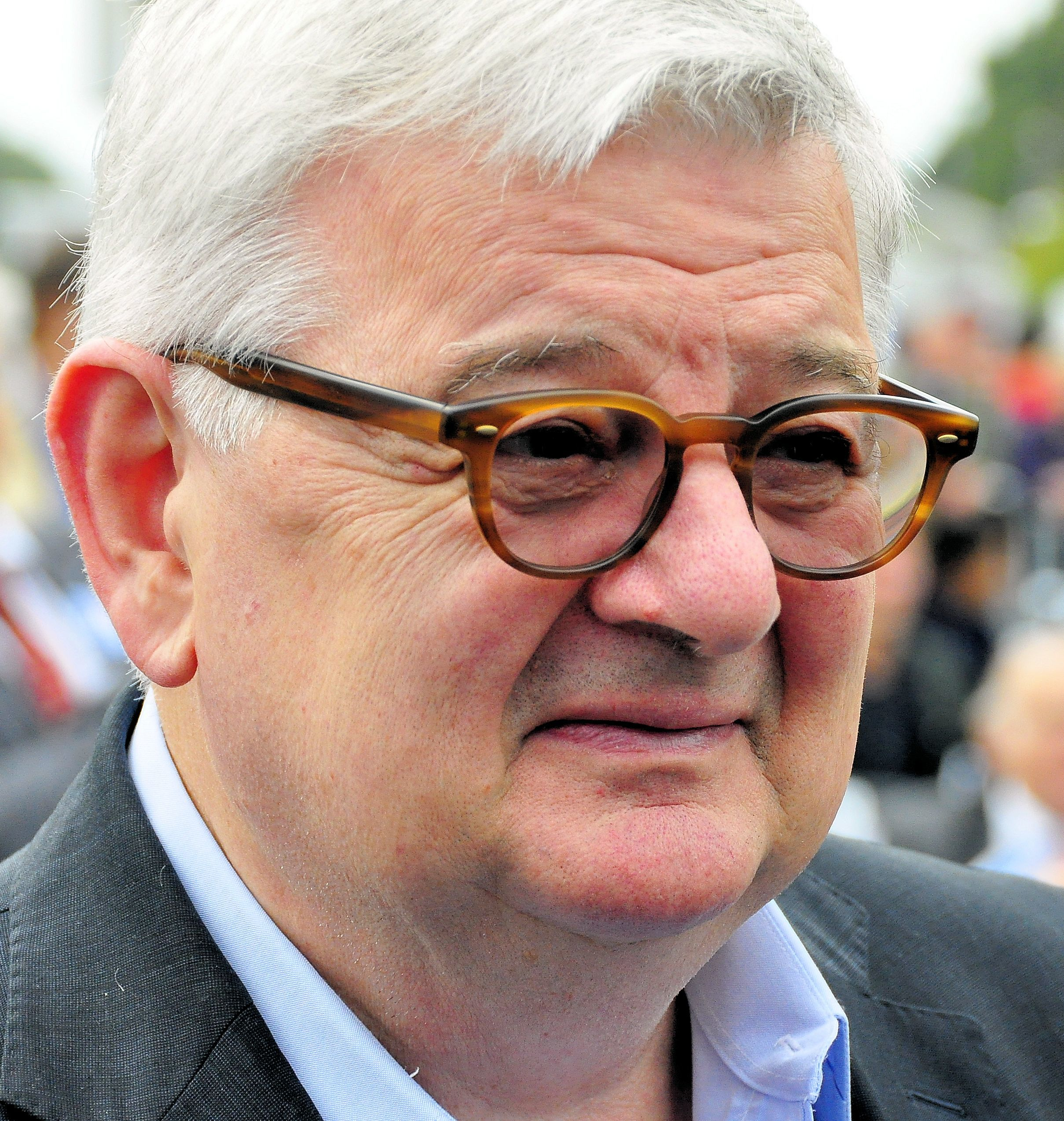
Joschka Fischer (2014)

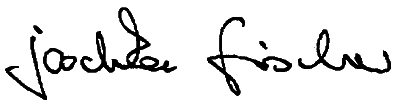
Fischers Signatur unter dem
Vertrag von Nizza (2001)

Joseph Martin „Joschka“ Fischer (* 12. April 1948 in Gerabronn) ist ein ehemaliger deutscher Politiker (Bündnis 90/Die Grünen). Der ehemalige Buchhändler war ab 1983 Mitglied des Deutschen Bundestages, von 1998 bis 2005 Außenminister und Vizekanzler der Bundesrepublik Deutschland. Ein knappes Jahr nach der Bundestagswahl 2005 zog sich Fischer aus der aktiven Politik zurück. Seit dem Ende seiner politischen Karriere ist er als Berater, Publizist, Buchautor und Lobbyist tätig.

## Leben

### Herkunft und Jugend
Joseph „Joschka“ Fischer wurde als drittes Kind des Metzgers József Fischer (1909–1966) und dessen Frau Erzsébet (Elisabeth) Fischer, geborene Sasvári, in Gerabronn geboren. Vorfahren Fischers waren Metzger aus Friedingen und wanderten 1731 als Kolonisten nach Ungarn aus. 1946 hatten Fischers Eltern mit ihren Töchtern Georgina (* 1939) und Franziska (* 1943) als Ungarndeutsche ihren Wohnort Wudigeß (ungarisch Budakeszi, eine im Jahr 2000 zur Stadt erhobene Gemeinde nahe der ungarischen Hauptstadt Budapest) verlassen müssen. Über Gaildorf in Württemberg kam die Familie zunächst nach Kirchberg an der Jagst und siedelte schließlich nach Langenburg im Hohenlohischen über, wo der Vater eine Metzgerei übernahm. Der von Joschka Fischer geführte Vorname leitet sich von Jóska [joːʃkɔ] ab, einer Diminutivform des ungarischen Vornamens József [joːʒef] (deutsch Joseph).
In der frühen Jugendzeit war Fischer Ministrant in seiner katholischen Heimatkirchengemeinde Oeffingen. Noch vor Beendigung der Untersekunda (10. Klasse) verließ er 1965 das Gottlieb-Daimler-Gymnasium in Stuttgart-Bad Cannstatt ohne Abschluss und begann in Fellbach eine Lehre als Fotograf, die er 1966 abbrach.

### Studentenbewegung

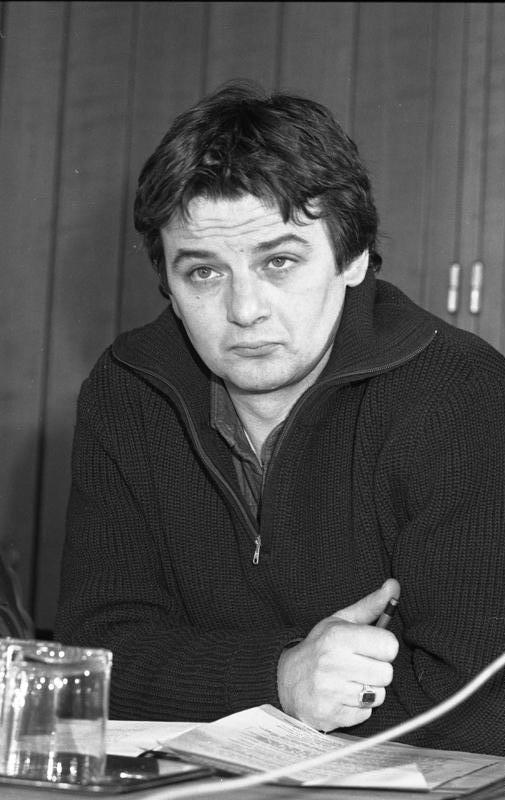
Pressekonferenz der Grünen (1983)

Ab 1967 engagierte sich Fischer als Nichtstudent in der Studentenbewegung und in der außerparlamentarischen Opposition (APO). Er lebte ab 1968 in Frankfurt am Main. Später jobbte er im SDS-Verlag Neue Kritik und in der linken Buchhandlung Libresso am Opernplatz. Gleichzeitig besuchte er eigenem Bekunden nach als Gasthörer die zeitweise völlig überfüllten Vorlesungen von Theodor W. Adorno, Jürgen Habermas und Oskar Negt.
1969 nahm Fischer in Algier an einer Konferenz der PLO teil. 1970 war er Mitgründer der Karl-Marx-Buchhandlung im Frankfurter Univiertel.
1971 begann er eine Tätigkeit bei der Adam Opel AG in Rüsselsheim mit dem Ziel, über die Gründung einer Betriebsgruppe die Arbeiter zu politisieren und letztlich für die „Revolution“ zu gewinnen. Diese Form der „Basisarbeit“ brachte aber nicht den erhofften Erfolg und Fischer wurde wegen seiner Aktivitäten nach einem halben Jahr fristlos entlassen.
Nach weiteren Gelegenheitsarbeiten – unter anderem als Übersetzer von Romanen für Jörg Schröders Olympia Press – arbeitete Fischer in Frankfurt bis 1981 als Taxifahrer und bis 1982 als Aushilfe in einem Buchladen. Schauspielerische Kurzeinsätze hatte er zudem 1983 in dem Fernsehfilm Der Fliegende Robert und 1986 in dem Film Va Banque, in dem er einen Taxifahrer spielt.

### Politische Militanz
Bis 1975 war Fischer Mitglied der linksradikalen und militanten Gruppe Revolutionärer Kampf. Er beteiligte sich an mehreren Straßenschlachten mit der Polizei („Putzgruppe“), in denen Dutzende von Polizisten zum Teil schwer verletzt wurden. Ein Foto vom 7. April 1973 zeigt den mit einem schwarzen Motorradhelm vermummten Fischer und Hans-Joachim Klein, später Mitglied der Revolutionären Zellen (RZ), wie sie gemeinsam auf einen Polizisten einschlagen. Es gibt von dem Geschehen auch einen Reportagefilm, der an diesem Tag für die Tagesschau gedreht wurde und die Szene in bewegten Bildern zeigt. Als Außenminister gestand Fischer seine damalige Gewalttätigkeit ein.
Er beteuerte allerdings, niemals Molotowcocktails geworfen zu haben. Hintergrund war eine vorläufige Festnahme Fischers 1976, bei einer Demonstration für die RAF-Terroristin Ulrike Meinhof, unter dem Verdacht, einen solchen Brandsatz während einer Demonstration aus Anlass des Todes Ulrike Meinhofs am 10. Mai 1976 auf ein Polizeifahrzeug geworfen zu haben, wobei der Polizeiobermeister Jürgen Weber lebensgefährlich verletzt und dauerhaft entstellt worden war. Gegen Fischer wurde wegen Landfriedensbruchs, versuchten Mordes und der Bildung einer kriminellen Vereinigung ermittelt. Fischer wurde aus der Haft entlassen, weil sich der Verdacht gegen ihn nicht erhärten ließ. Bei der Planung der Demonstration war unter Beteiligung Fischers der Einsatz von Molotowcocktails diskutiert worden.
Nachermittlungen der Frankfurter Staatsanwaltschaft zu diesem Vorfall wurden 2001 durch den Umstand behindert, dass die Hessische Staatskanzlei unter SPD-Ministerpräsident Holger Börner von der Staatsschutzabteilung des Polizeipräsidiums Frankfurt alle Unterlagen über Fischer angefordert hatte, als dieser 1985 in Wiesbaden Umweltminister wurde, und seitdem über den Verbleib der Akten nichts bekannt war. Aus der Frankfurter Zeit stammt auch seine Freundschaft mit dem deutsch-französischen Studentenführer Daniel Cohn-Bendit, mit dem er zeitweilig in einer Wohngemeinschaft wohnte.
Im September 2015 tauchte die seit 1985 verschollene Polizeiakte Fischer in einem herrenlosen Koffer am Frankfurter Flughafen wieder auf. Das Schriftstück enthält Fotos, Fingerabdrücke und Daten und dokumentiert die Verstrickung Fischers in die linksradikale Szene.
Nachdem Fischer noch 1976 erklärt hatte „Wir können uns […] nicht einfach von den Genossen der Stadtguerilla distanzieren, weil wir uns dann von uns selbst distanzieren müssten“, leiteten die Ereignisse im so genannten Deutschen Herbst 1977 (Entführung und Ermordung des BDA-Präsidenten Hanns Martin Schleyer, Entführung des Flugzeugs „Landshut“, Suizid der RAF-Gründer) nach eigenen Angaben einen Erkenntnisprozess bei ihm ein, den er als Illusionsverlust bezeichnete und der schließlich zu seiner Abkehr von radikalen und gewalttätigen Politikvorstellungen geführt habe. Er habe sich dann zum Demokraten aus Überzeugung gewandelt, was auch dem politischen Lebensweg seiner Partei entspreche:

„Ich […] habe erkannt, wie Gewalt die eigenen Gesichtszüge verzerrt, selbst wenn man meint, sie aus guten Gründen einsetzen zu können. […] Ich habe damals Unrecht getan, und ich habe mich dafür zu entschuldigen bei allen, die davon betroffen waren.“

Dennoch kommentierte er noch 1978 die Ermordung von Hanns-Martin Schleyer, Siegfried Buback und Jürgen Ponto durch die RAF mit dem Satz: „Bei den drei hohen Herren mag mir keine rechte Trauer aufkommen, das sage ich ganz offen für mich.“ Am 11. Mai 1981 wurde der hessische Wirtschaftsminister Heinz-Herbert Karry ermordet, anschließend bekannten sich die Revolutionären Zellen zu der Tat. Später stellte sich heraus, dass die Tatwaffe, zusammen mit anderen aus einer amerikanischen Kaserne gestohlenen Waffen, im Jahre 1973 in Joschka Fischers Auto transportiert worden war. Fischer gab dazu an, er habe dem damaligen Autoschlosser Hans-Joachim Klein (1973 noch nicht Mitglied der RZ, aber bereits im Dunstkreis linksradikaler militanter Gruppen) den Wagen lediglich gegeben, um von ihm einen neuen Motor einbauen zu lassen. Erst später habe er erfahren, dass mit dem Auto gestohlene Waffen transportiert worden seien.

### Parteilaufbahn

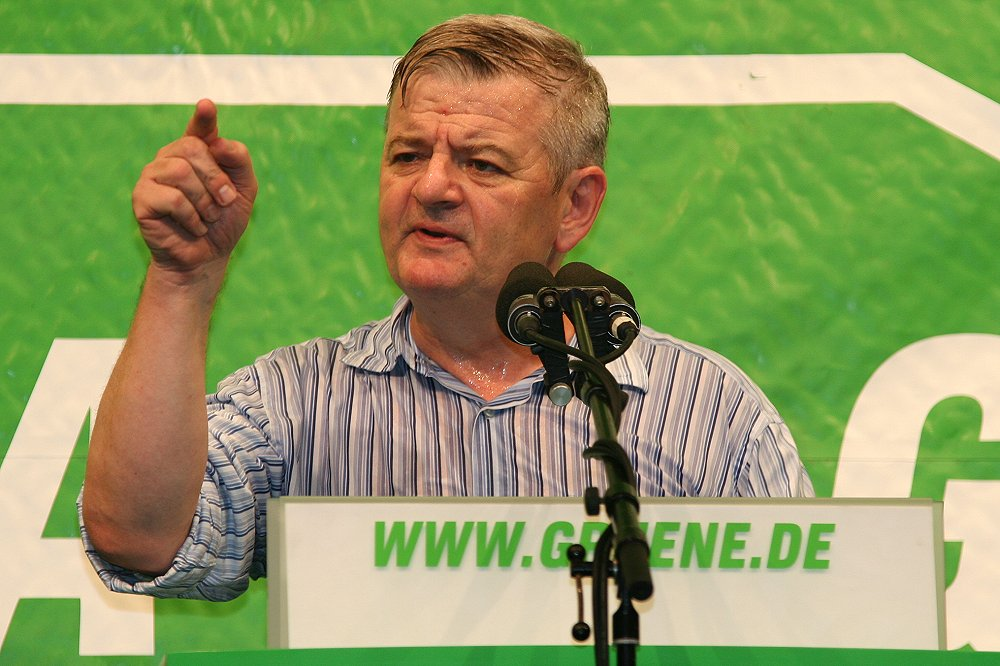
Joschka Fischer bei einer Wahlkampfrede (2005)

Noch vor seinem Parteibeitritt im Jahr 1982 gründete Fischer 1981 mit Daniel Cohn-Bendit und anderen den Arbeitskreis Realpolitik in Frankfurt, der für die Partei Die Grünen sogenannte „realpolitische“ Positionen formulierte. Die inhaltliche Auseinandersetzung mit diesen neuen Positionen führte im Kreisverband Frankfurt zur Polarisierung zwischen Realos und Vertretern eines „öko-fundamentalistisch“ genannten Standpunktes (Fundis), in deren Verlauf sich Fischer 1982 für die Bundestagswahl 1983 als Kandidat für Die Grünen durchsetzen konnte.
Im März 1983 wurde er über die Landesliste Hessen in den Deutschen Bundestag gewählt und gehörte damit der ersten Bundestagsfraktion der Grünen an. Für diese war er als Parlamentarischer Geschäftsführer tätig. Er machte sich auch als Redner einen zum Teil umstrittenen Namen, z. B. im Zusammenhang der Kießling-Affäre oder der Flick-Affäre, während der er mit Beschimpfung des Bundestagsvizepräsidenten Richard Stücklen („Mit Verlaub, Herr Präsident, Sie sind ein Arschloch“) auf seinen Ausschluss von einer Bundestagssitzung reagierte. Dem bei den Grünen damals noch üblichen Rotationsprinzip gemäß legte er sein Abgeordnetenmandat nach zwei Jahren zum Ende März 1985 nieder. Während seiner Zeit als Bundestagsabgeordneter nahm er am 24. Oktober 1983 an der Blockade der US-Militärbasis in Frankfurt am Main teil, um gegen den NATO-Doppelbeschluss zu demonstrieren.
Nach eigenen Angaben hatte Fischer vor seinem Parteieintritt bei den Grünen aus Überzeugung nie gewählt, was ihn heute aber ärgere.

### Öffentliche Ämter

#### Staatsminister für Umwelt und Energie

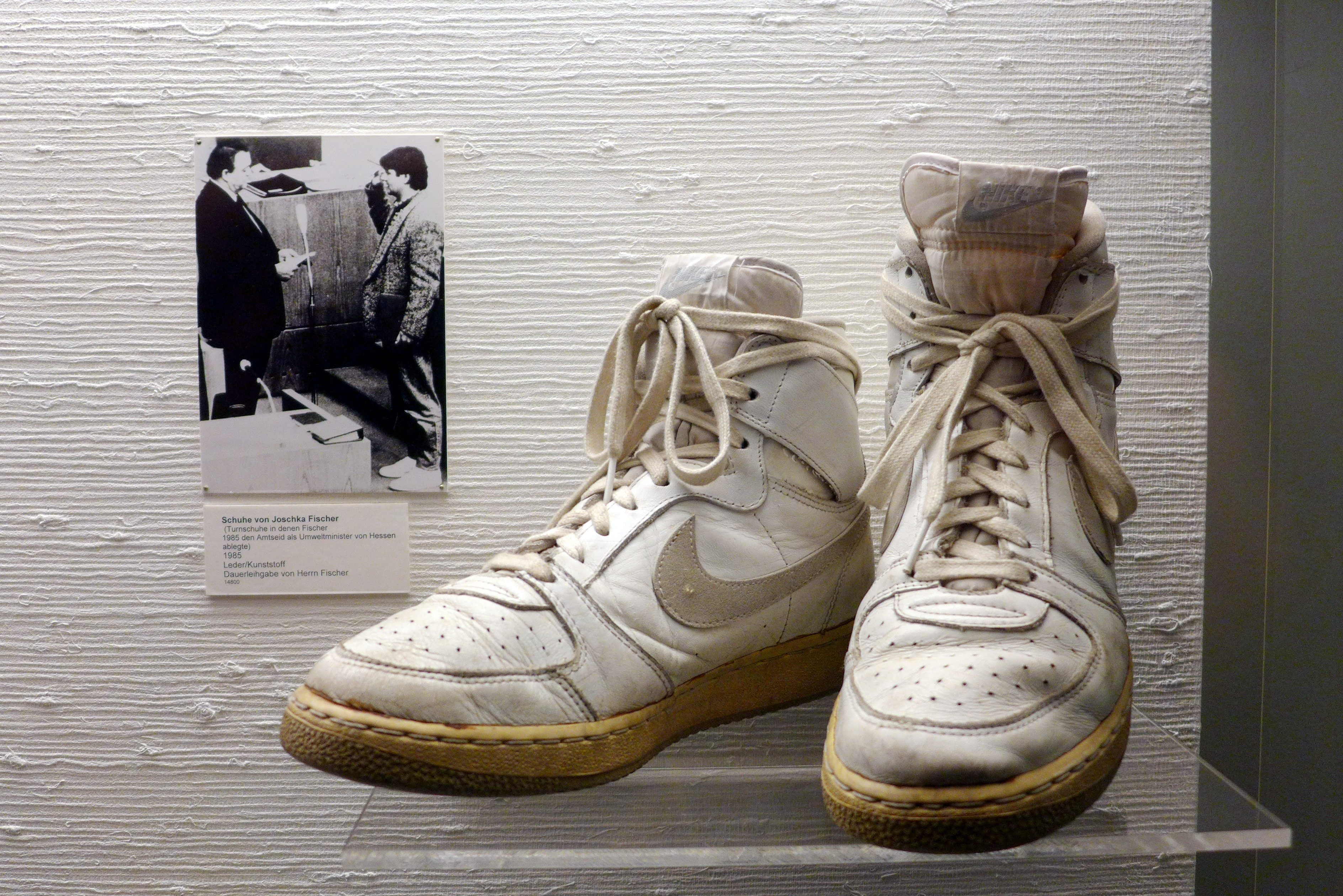
Fischers Turnschuhe im Ledermuseum Offenbach

Am 12. Dezember 1985 kam es in Hessen nach längerer Tolerierung einer SPD-Minderheitsregierung zur Bildung der ersten rot-grünen Landesregierung unter Ministerpräsident Holger Börner. In diesem Kabinett wurde Fischer Staatsminister für Umwelt und Energie. Bereits seine Vereidigung sorgte für Aufsehen, da er in grobem Jackett und weißen Turnschuhen erschien. Dieser Auftritt prägte den Begriff des „Turnschuh-Ministers“. Heute sind Fischers weiße Nike-Turnschuhe im Deutschen Ledermuseum in Offenbach ausgestellt.
Am 9. Februar 1987 trat Fischer von seinem Amt als hessischer Umweltminister unter Ministerpräsident Börner (SPD) zurück, da die Grünen in einem Ultimatum den Fortbestand der Koalition von der Rücknahme der Genehmigung für das Hanauer Nuklearunternehmen Nukem abhängig gemacht hatten. Damit zerbrach die erste rot-grüne Regierungskoalition im unmittelbaren Nachgang des Unfalls vom 20. Januar 1987 in der Hanauer Atomfabrik Nukem, nur wenige Monate nach der Nuklearkatastrophe von Tschernobyl.
Die darauf folgenden Neuwahlen im April 1987 endeten mit einem Sieg von CDU und FDP. Walter Wallmann (CDU) wurde Ministerpräsident und Wolfgang Gerhardt (FDP) sein Stellvertreter. Fischer wurde bei dieser Wahl in den Hessischen Landtag gewählt und übernahm den Vorsitz der Landtagsfraktion der Grünen.
Bei den Landtagswahlen 1991 verlor die Regierungskoalition ihre Mehrheit. Es kam zu einer Wiederauflage der rot-grünen Koalition, diesmal unter Ministerpräsident Hans Eichel (SPD). Fischer wurde wieder Umweltminister. Zugleich war er Stellvertreter des Ministerpräsidenten und Staatsminister für Bundesangelegenheiten.
Im Oktober 1994 legte er alle Ämter in Hessen nieder und wurde, nachdem die Grünen bei der Bundestagswahl am 16. Oktober 1994 den Wiedereinzug in den Bundestag geschafft hatten, neben Kerstin Müller zum Sprecher der Bundestagsfraktion von Bündnis 90/Die Grünen. Neben Fischers Engagement für einen Einsatz der Bundeswehr in Bosnien und Herzegowina ließ in diesen Jahren auch die wirtschaftspolitische Hinwendung der Grünen zur Marktwirtschaft diese immer mehr zu einer „realpolitischen“ Partei werden.

#### Außenminister und Vizekanzler

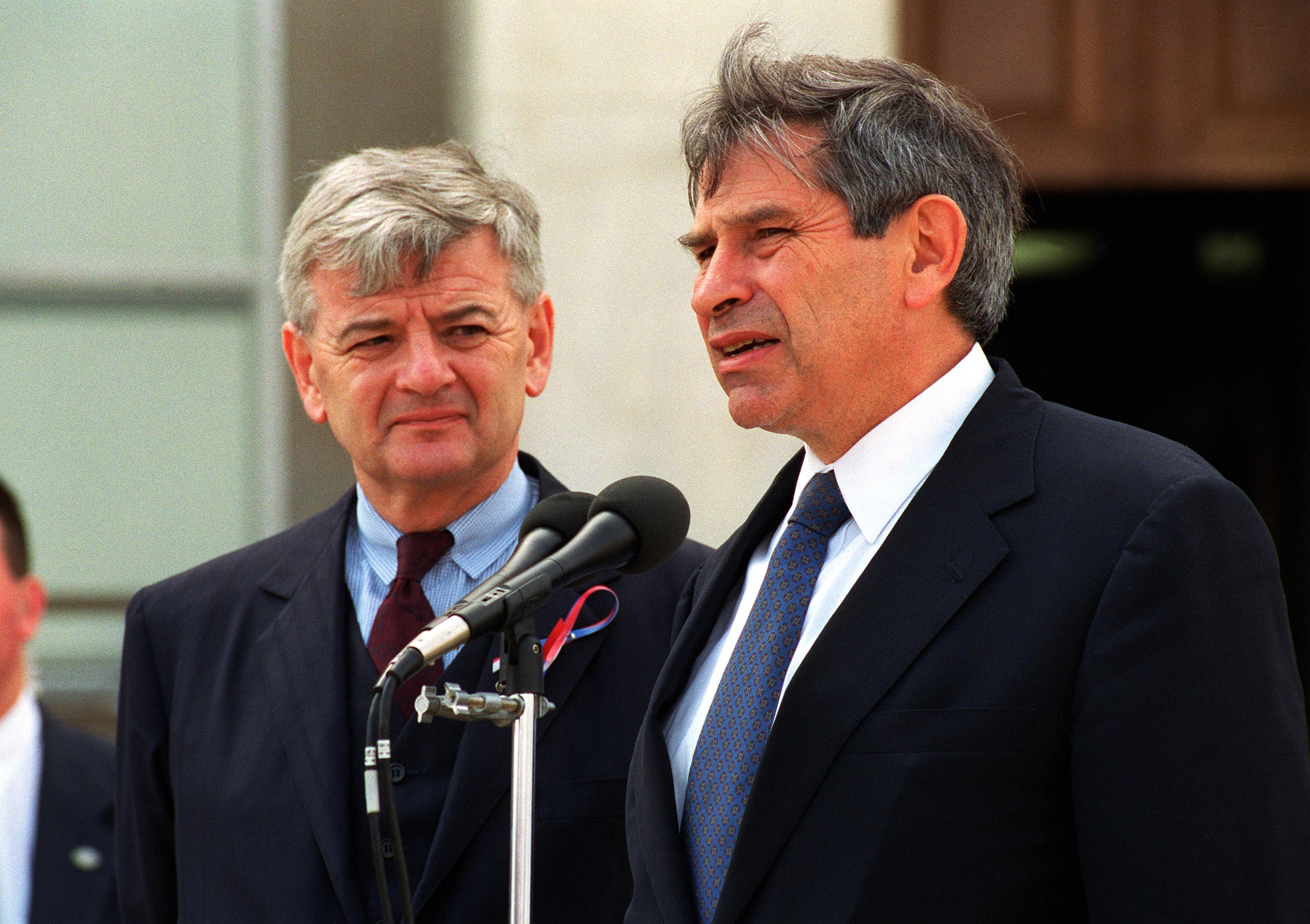
Joschka Fischer und Paul Wolfowitz (2001)

Bei der Bundestagswahl im Herbst 1998 verlor die schwarz-gelbe Koalition unter Bundeskanzler Helmut Kohl nach 16 Jahren ihre Mehrheit. Es kam zur Bildung der ersten rot-grünen Koalition auf Bundesebene. Der neue Bundeskanzler Gerhard Schröder berief Fischer als Außenminister und Vizekanzler in sein Kabinett.
Im Jahre 2001 konnte die bereits angekündigte Fischer-Biografie Sag mir, wo Du stehst der Journalistin Bettina Röhl nicht erscheinen, weil der Verlag Kiepenheuer & Witsch in Köln vom Buchvertrag zurücktrat. Als Begründung wurde Röhls Kampagne gegen Fischer, einen langjährigen Autor des Verlags, genannt. Im Januar 2001 hatte Bettina Röhl mit der Veröffentlichung der so genannten Fischer-Prügel-Fotos eine weit über deutsche Grenzen hinausreichende Mediendiskussion über Fischers militante Vergangenheit ausgelöst, in deren Verlauf der damalige Bundeskanzler Gerhard Schröder der Opposition vorwarf, mit ihrer Kritik an Fischer den politischen Aufbruch einer ganzen Generation zu diffamieren, während die damalige Oppositionsführerin Angela Merkel Fischer aufforderte, sich von der 68er-Revolte insgesamt zu distanzieren.
Fischer galt als aussichtsreicher Kandidat auf den nach dem Entwurf für eine Europäische Verfassung für 2006 geplanten Posten des Außenministers der Europäischen Union. Den Grundstein hierzu legte seine im Jahr 2000 gehaltene Humboldt-Rede „Vom Staatenverbund zur Föderation“, mit dem er eine mögliche Finalität des europäischen Einigungsprozesses heraufbeschwor und eindeutig für den europäischen Föderalismus Stellung bezog. Am 1. September 2003 verkündete er allerdings gemeinsam mit Bundeskanzler Schröder, dass beide bei der nächsten Bundestagswahl wieder zusammen antreten wollten.

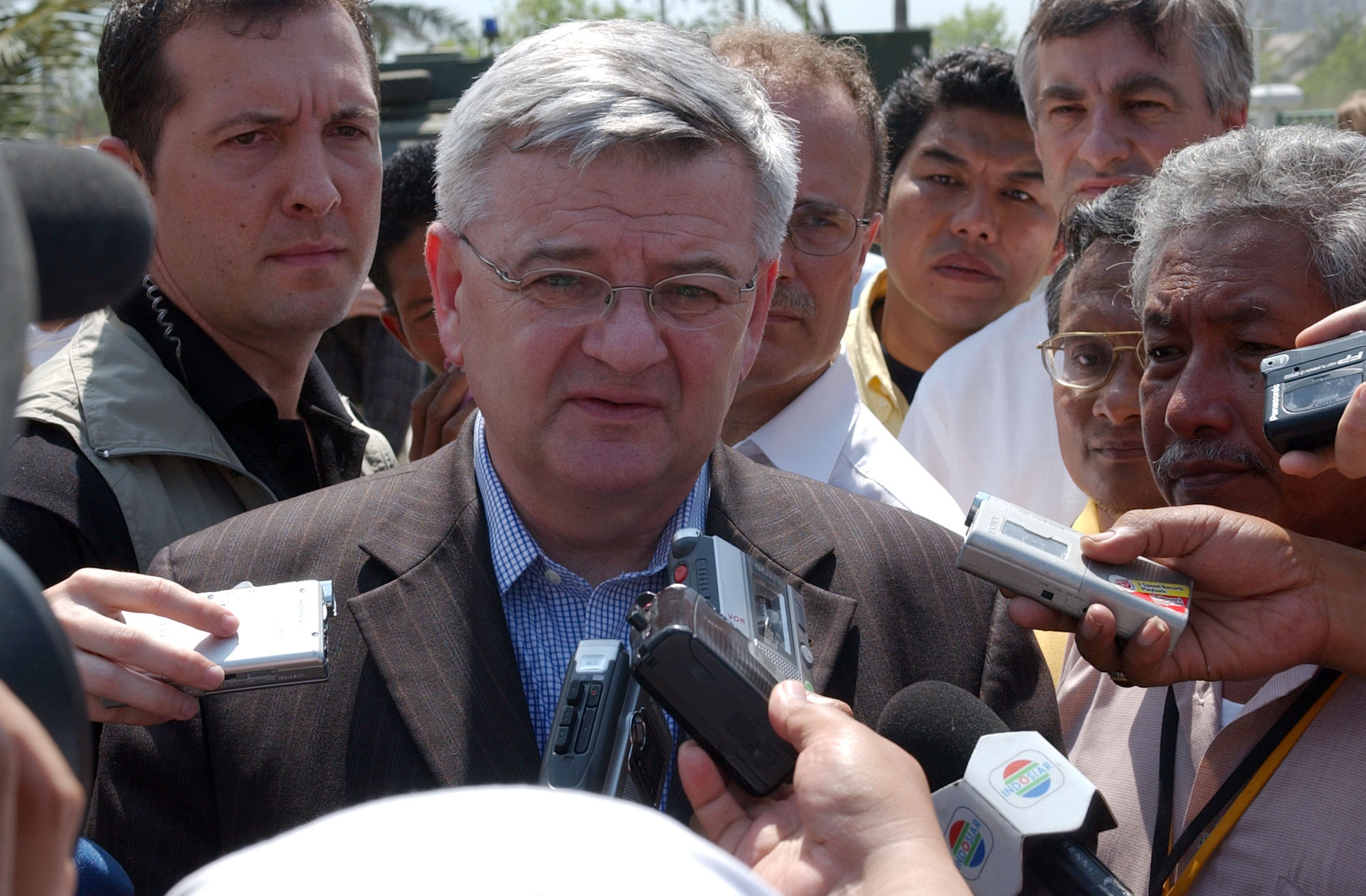
Joschka Fischer (2005)

Die rot-grüne Bundesregierung mit Fischer als Bundesaußenminister führte deutsche Bodentruppen mit der Beteiligung am Einsatz der NATO im Kosovokrieg erstmals nach dem Zweiten Weltkrieg in einen Kriegseinsatz. Ab 2001/2002 beteiligte sich die Bundeswehr am Krieg in Afghanistan. 2003 weigerte sich hingegen die rot-grüne Bundesregierung, den Irakkrieg der USA zu unterstützen.
Anfang 2005 stand Fischer als verantwortlicher Minister im Mittelpunkt der sogenannten Visa-Affäre. Am 25. April 2005 trat er als Zeuge vor dem Visa-Untersuchungsausschuss auf, wo er eigene Versäumnisse einräumte und die komplette politische Verantwortung übernahm.

#### Ausscheiden
Nach der Bundestagswahl 2005 erklärte Fischer, dass er im Oppositionsfall im Sinne eines Generationswechsels für das Amt des Fraktionsvorsitzenden im Deutschen Bundestag und andere führende Ämter in der Partei nicht mehr zur Verfügung stehe. Seine Amtszeit als Außenminister und Vizekanzler endete am 18. Oktober 2005, er übte diese Ämter aber noch bis zum 22. November des Jahres geschäftsführend aus.
Am 27. Juni 2006 nahm Fischer zum letzten Mal an einer Fraktionssitzung der grünen Bundestagsfraktion teil. Am 1. September 2006 legte er sein Bundestagsmandat nieder. Sein Mandat übernahm der Nachrücker Omid Nouripour.

### Tätigkeit als Berater und Lobbyist nach der politischen Karriere

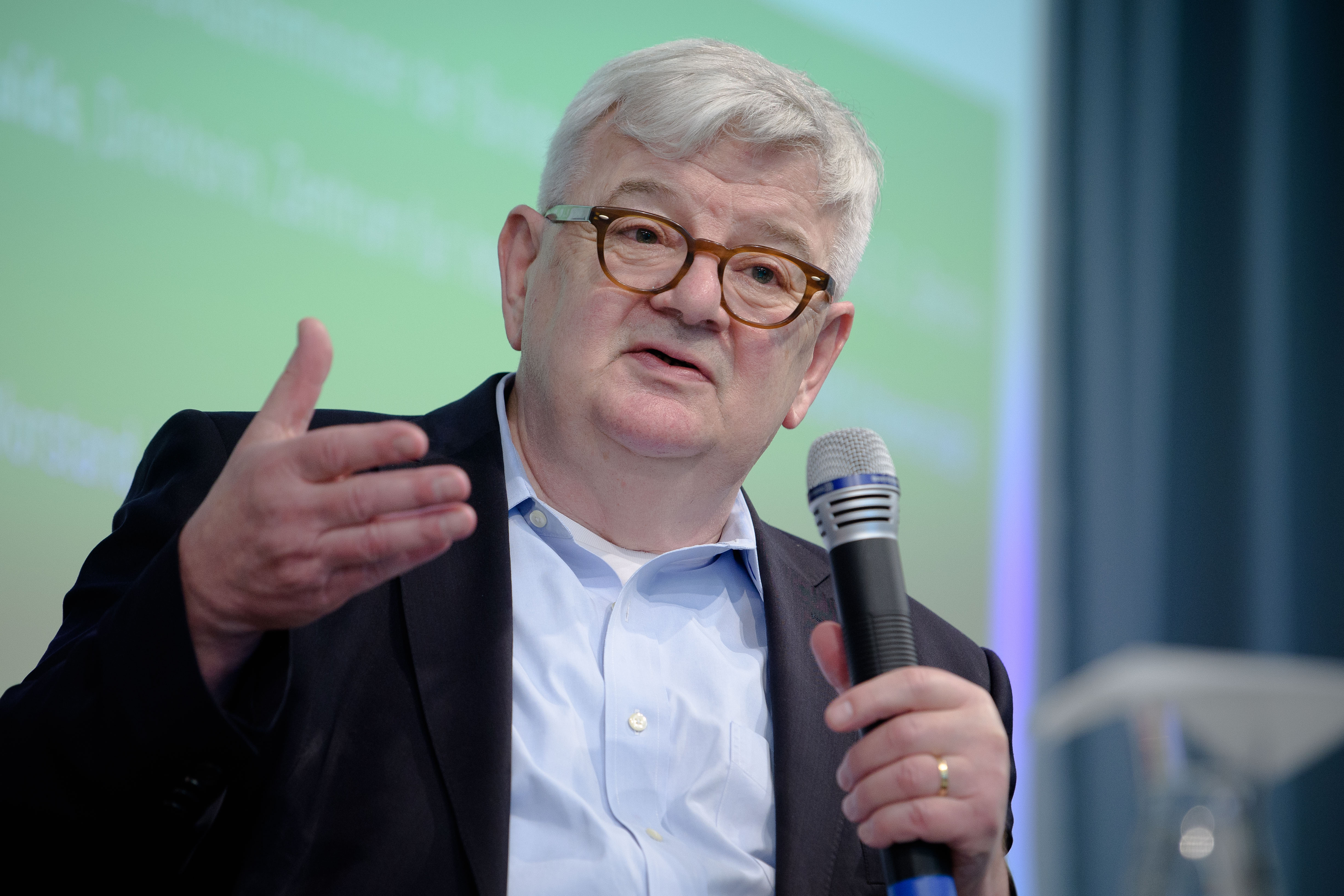
Joschka Fischer, 2018

Anfang 2006 hielt Fischer zahlreiche Vorträge für Investmentbanken wie Barclays Capital und Goldman Sachs. 2006 übernahm er eine einjährige Gastprofessur für internationale Wirtschaftspolitik an der Woodrow Wilson School der amerikanischen Princeton University. Seine Vorlesungen behandelten die „Internationale Krisendiplomatie“. Daneben war Fischer als Senior Fellow am Liechtenstein Institute der Woodrow Wilson School tätig und engagierte sich als Mitglied des EU-Programms der Princeton University.
Fischer war 2006 beratend für den World Jewish Congress tätig.
2007 gründete er eine Beraterfirma mit dem Namen Joschka Fischer Consulting. Er ist Gründungsmitglied und Vorstand des European Council on Foreign Relations, das von dem Milliardär und Mäzen George Soros finanziert wird. Im September 2008 nahm er einen Beratervertrag (Senior Strategic Counsel) bei der Madeleine Albright gehörenden Firma The Albright Group, LLC an.
Mitte 2009 gründeten Fischer und Dietmar Huber (langjähriger Pressesprecher der Grünen im Bundestag) Joschka Fischer & Company.
2009 schloss Fischer einen Vertrag mit den Energieversorgern RWE und OMV als politischer Berater für den geplanten Bau der 3300 km langen Nabucco-Pipeline, die Erdgas vom Kaspischen Meer über die Türkei in die EU transportieren sollte. Fischer war damit Lobbykonkurrent zum früheren Bundeskanzler Gerhard Schröder, der damals für das Projekt der Nord-Stream-Pipeline warb.
Ebenfalls 2009 wurde Fischer Berater für den Autokonzern BMW und, gemeinsam mit Madeleine Albright, Berater der Siemens AG in außenpolitischen und unternehmensstrategischen Fragen. Im September 2010 übernahm Fischer auch ein Beratungsmandat für die Rewe Group.
Im Mai 2009 scheiterte Fischer vor dem Bundesgerichtshof (BGH) letztinstanzlich mit einer Klage gegen die Illustrierte Bunte, die ein Foto seiner Privatvilla in Berlin-Grunewald abgedruckt hatte. Das Informationsinteresse der Öffentlichkeit sei gewichtiger als Fischers Persönlichkeitsrecht.
Im September 2010 war er an der Gründung der Spinelli-Gruppe beteiligt, die sich für den europäischen Föderalismus einsetzt.
2013 machte Fischer Werbung für das Elektroauto BMW i3.
Im Oktober 2014 stellte Fischer in Berlin sein Buch Scheitert Europa? vor. Es sollte zunächst „Die Vereinigten Staaten von Europa“ heißen und erhielt angesichts damaliger Entwicklungen einen anderen Titel. In dem Buch beschreibt Fischer u. a. die (wirtschaftlichen) Probleme und Dynamiken Europas mit Beginn der Weltfinanzkrise 2007, eine neue Spaltung und Desolidarisierung zwischen den nördlichen (reicheren) und den südlichen europäischen Staaten sowie den Aufstieg radikaler antieuropäischer und fremdenfeindlicher Parteien in demokratischen Wahlen.
Er war Mitglied im Präsidium der Deutschen Gesellschaft für die Vereinten Nationen.
Anfang 2019 wurde Fischer beim kanadischen Hanf-Hersteller Tilray Gründungsmitglied des internationalen Beirates, der bei der Umsetzung einer „offensiven weltweiten Wachstumsstrategie“ helfen soll. Marla Luther, ehemalige Beraterin bei Joschka Fischer & Company, war bereits seit Anfang 2017 Geschäftsführerin von Tilray Deutschland.
Agenturen vermitteln Fischer als Vortragsredner. Er schreibt gelegentlich Gastbeiträge in Zeitungen.
2024 verkaufte Fischer seine Beratungsfirma Joschka Fischer & Company GmbH an die Christ&Company Consulting GmbH.

### Privates
Fischer ist in fünfter Ehe seit dem 29. Oktober 2005 mit der Filmproduzentin Minu Barati-Fischer verheiratet. Aus der Verbindung mit Inge Peusquens, mit der er von 1984 bis 1987 in zweiter Ehe verheiratet war, stammen ein Sohn (* 1979) und eine Tochter (* 1983).
Seit 2006 lebt Joschka Fischer in Berlin-Grunewald.
Fischer ist Fan des Fußball-Bundesligisten Eintracht Frankfurt.

## Politische Positionen
1995 löste Fischer eine innerparteiliche Kontroverse aus, als er mit der strikt pazifistischen Ausrichtung der Partei brach und militärische Maßnahmen zur Aufrechterhaltung der UN-Schutzzonen in Bosnien und Herzegowina befürwortete.
Im Frühjahr 2005 setzte sich Fischer im Rahmen der Nachrufdebatte dafür ein, dass Nachrufe für einstige NSDAP-Mitglieder aus der Hauszeitung internAA des Auswärtigen Amts gestrichen werden. In der Folge wurde eine Historikerkommission eingesetzt, welche die Übernahme von NSDAP-Mitgliedern in das AA nach dem Krieg aufarbeiten sollte. Das Ergebnis von deren Arbeit wurde als Buch Das Amt und die Vergangenheit veröffentlicht und hat weitere Debatten ausgelöst.
Seit August 2010 hat Fischer den Vorsitz der aus neun Personen bestehenden „Gruppe herausragender Persönlichkeiten“ im Europarat inne. Die auf Initiative der Türkei ins Leben gerufene Gruppe soll sich „mit den größer werdenden Gräben zwischen den unterschiedlichen Gemeinschaften und der ‚Radikalisierung‘ bestimmter Gruppen befassen“ und „Maßnahmen für mehr Toleranz und gegenseitigen Respekt“ vorschlagen. Der erste Bericht der Gruppe erschien im Frühjahr 2011.
In einem Interview mit der NZZ verlangte er im Dezember 2020 mehr militärisches Engagement von der deutschen Bundesregierung.
Der Autor und Kolumnist Alan Posener kommentierte 2022, Fischer habe „wesentlich dazu beigetragen, dass die Grünen von einer pazifistischen und neutralistischen zu jener entschieden pro-westlichen Position fanden, die etwa  Annalena Baerbock als Außenministerin vertrat.“

### Kosovokrieg
1999 unterstützte Fischer maßgeblich die deutsche Beteiligung am völkerrechtlich umstrittenen Kosovokrieg, wodurch erstmals seit dem Zweiten Weltkrieg wieder deutsche Soldaten an einem Krieg beteiligt waren. Er begründete diesen Krieg unter anderem auch mit dem Verweis auf den Holocaust. Am 7. April 1999 sagte er:

„Ich habe nicht nur gelernt: Nie wieder Krieg. Ich habe auch gelernt: Nie wieder Auschwitz.“

Am 13. Mai 1999 sagte er in einer Rede auf dem Kosovo-Sonderparteitag in Bielefeld 1999:

„Ich stehe auf zwei Grundsätzen, nie wieder Krieg, nie wieder Auschwitz, nie wieder Völkermord, nie wieder Faschismus. Beides gehört bei mir zusammen.“

Dem Nachrichtenmagazin Newsweek sagte Fischer auf die Frage, ob er zwischen den Ereignissen im Kosovo und der Nazi-Ära eine direkte Parallele sehe: „Ich sehe eine Parallele zu jenem primitiven Faschismus. Offensichtlich sind die 1930er Jahre zurückgekehrt, und das können wir nicht hinnehmen.“
Kritiker warfen Fischer vor, als Außenminister Positionen vertreten zu haben, die er vor der rot-grünen Regierungsübernahme abgelehnt hatte. Wegen seines Werbens als deutscher Außenminister für den Einsatz der NATO im Kosovokrieg wurde er unter anderem in Internet-Foren, aber auch von Angehörigen der Friedensbewegung als Kriegsverbrecher bezeichnet. Das Oberverwaltungsgericht Berlin entschied im Zusammenhang mit einem von der Polizei übermalten Transparent, dass diese Bezeichnung als schwerer Angriff auf die persönliche Ehre rechtswidrig sei.
Im Mai 1999 wurde er aus Protest gegen den NATO-Einsatz auf dem Grünen-Parteitag in Bielefeld von dem linksautonomen Samir Fansa mit einem roten Farbbeutel beworfen und erlitt dabei einen Trommelfell-Riss am rechten Ohr.

### Tschetschenienkriege
Heftige Kritik an Joschka Fischer wurde wegen seiner Haltung bezüglich der Tschetschenienkriege geäußert. Während der Bundestagsabgeordnete Joschka Fischer im Januar 1995 noch die Untätigkeit der Bundesregierung während des Ersten Tschetschenienkriegs angesichts des „grausamen Mordens einer nuklearen Supermacht gegen ein kleines Volk im Norden des Kaukasus“ verurteilt hatte, erklärte er 2000 als Außenminister in Bezug auf den Zweiten Tschetschenienkrieg, dass Russland nicht isoliert werden dürfe und es legitim sei, gegen Terror vorzugehen.

### Atomare Abschreckung
Vor dem Hintergrund von Wladimir Putins nuklearer Drohung sprach sich Fischer im Jahr 2023 für ein unter der EU stehendes Atomwaffenarsenal aus, um Russland abzuschrecken. Im Oktober 2024 präzisierte er, dass er sich ein „energischeres Vorgehen“ seitens der deutschen Regierung zur Unterstützung der Ukraine wünsche. Er wolle nicht, dass man hierzulande eines Tages „wegen mangelnder Luftverteidigung in einer schlimmen Situation“ sei. Er hätte nicht gedacht, dass er einmal für Aufrüstung plädieren werde, aber er tue es „hiermit, weil es nicht anders geht“.

## Ehrungen und Auszeichnungen

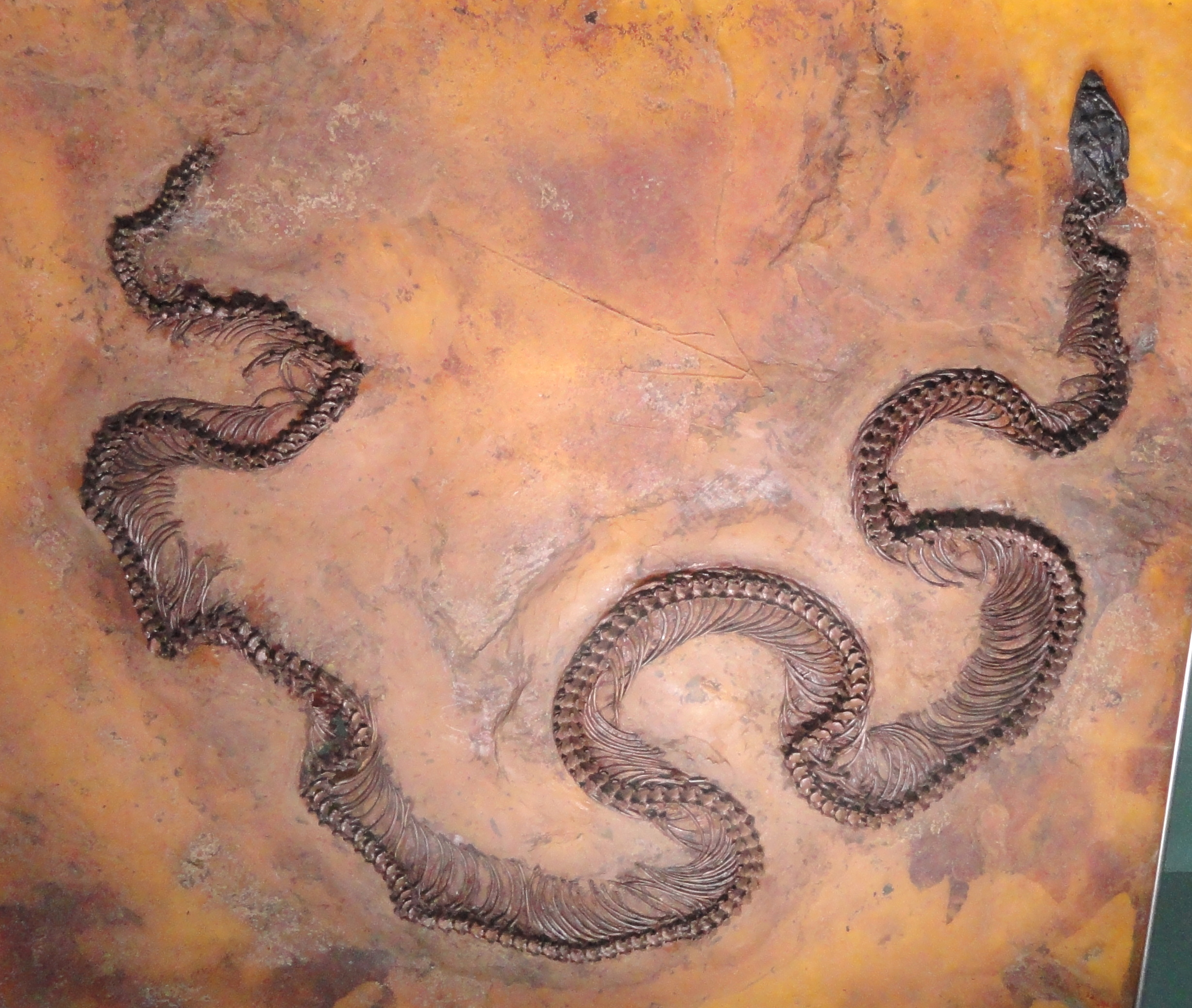
Nach Joschka Fischer benanntes Fossil „Palaeopython fischeri“

Im Mai 2002 wurde Fischer mit der Ehrendoktorwürde der Universität Haifa ausgezeichnet. Am 4. Mai 2004 erhielt er den renommierten Gottlieb-Duttweiler-Preis in Rüschlikon. Im Mai 2005 erhielt Fischer in seiner Funktion als Außenminister die höchste Auszeichnung des Zentralrates der Juden in Deutschland, den Leo-Baeck-Preis, für seine Verdienste im Nahost-Konflikt als Vermittlungspartner zwischen Palästinensern und Israelis. Am 20. Mai 2006 wurde Joschka Fischer mit der Ehrendoktorwürde der Universität Tel Aviv ausgezeichnet.
Als Dank für seinen Einsatz als hessischer Umweltminister gegen die Nutzung der Grube Messel als Mülldeponie und für deren Bewahrung als Fossilienfundstätte wurde nach ihm im Jahr 2005 eine fossile Schlange als Palaeopython fischeri benannt.
Er ist Ehrenbürger von Budakeszi.
Im Jahr 2009 erhielt Joschka Fischer den Ehrenpreis des Deutschen Nachhaltigkeitspreises für seine herausragende Rolle bei der Umsetzung grüner Visionen in Realpolitik. 2010 wurde er mit der Heinrich-Heine-Gastprofessur der Heinrich-Heine-Universität Düsseldorf geehrt.
Im Jahr 2016 bekam Fischer die Bayerische Europa-Medaille.

## Veröffentlichungen
- Von grüner Kraft und Herrlichkeit. Rowohlt, Reinbek 1984, ISBN 3-499-15532-X.
- (Hrsg.): Der Ausstieg aus der Atomenergie ist machbar. Rowohlt, Reinbek 1987, ISBN 3-499-15923-6.
- Regieren geht über Studieren. Ein politisches Tagebuch. Athenäum-Verlag, Frankfurt 1987, ISBN 3-610-08443-X.
- Rechtsstaat und ziviler Ungehorsam. Ein Streitgespräch mit Daniel Cohn-Bendit und Alexander Gauland. Athenäum, Bodenheim 1988, ISBN 3-610-04709-7.
- Mehrheitsfähig. Plädoyer für eine neue Politik. Eichborn, Frankfurt 1989, ISBN 3-8218-0414-9.
- Der Umbau der Industriegesellschaft. Plädoyer wider die herrschende Umweltlüge. Eichborn, Frankfurt 1989, ISBN 3-8218-1126-9; Goldmann, München 1993, ISBN 3-442-12434-4.
- Die Linke nach dem Sozialismus. Hoffmann & Campe, Hamburg 1993, ISBN 3-455-10309-X.
- Risiko Deutschland. Krise und Zukunft der deutschen Politik. Kiepenheuer und Witsch, Köln 1994, ISBN 3-462-02341-1; Knaur, München 1995, ISBN 3-426-80075-6.
- Für einen neuen Gesellschaftsvertrag. Eine politische Antwort auf die globale Revolution. Kiepenheuer und Witsch, Köln 1998, ISBN 3-462-02569-4; Droemer Knaur, München 2000, ISBN 3-426-77436-4.
- Mein langer Lauf zu mir selbst. Kiepenheuer und Witsch, Köln 1999, ISBN 3-462-02794-8; Droemer Knaur, München 2001, ISBN 3-426-61478-2.
- Vom Staatenbund zur Föderation. Gedanken über die Finalität der europäischen Integration. Rede in der Humboldt-Universität in Berlin am 12. Mai 2000. Suhrkamp, Frankfurt 2000, ISBN 3-518-06614-5.
- Die Rückkehr der Geschichte. Die Welt nach dem 11. September und die Erneuerung des Westens. Kiepenheuer & Witsch, Köln 2005, ISBN 3-462-03035-3; Knaur-Taschenbuch-Verlag, München 2006, ISBN 3-426-77465-8.
- Die rot-grünen Jahre. Deutsche Außenpolitik – vom Kosovo bis zum 11. September. Kiepenheuer & Witsch, Köln 2007, ISBN 978-3-462-03771-5; Knaur-Taschenbuch-Verlag, München 2008, ISBN 978-3-426-78083-1.
- „I’m not convinced.“ Der Irakkrieg und die rot-grünen Jahre. Kiepenheuer & Witsch, Köln 2011, ISBN 978-3-462-04081-4; Knaur-Taschenbuch-Verlag, München 2012, ISBN 978-3-426-78530-0.
- mit Fritz Stern: Gegen den Strom. Ein Gespräch über Geschichte und Politik. Beck, München 2013, ISBN 978-3-406-64553-2; Herder, Freiburg/Basel/Wien 2014, ISBN 978-3-451-06699-3.
- Scheitert Europa? Kiepenheuer & Witsch, Köln 2014, ISBN 978-3-462-04623-6.
- Der Abstieg des Westens. Europa in der neuen Weltordnung des 21. Jahrhunderts. Kiepenheuer & Witsch, Köln 2018, ISBN 978-3-462-05165-0.
- Willkommen im 21. Jahrhundert. Europas Aufbruch und die deutsche Verantwortung. Kiepenheuer & Witsch, Köln 2020, ISBN 978-3-462-05473-6.
- Zeitenbruch. Klimawandel und die Neuausrichtung der Weltpolitik. Die Neuerfindung der Weltpolitik. Kiepenheuer & Witsch, Köln 2022, ISBN 978-3-462-00245-4.[85]
- Die Kriege der Gegenwart und der Beginn einer neuen Weltordnung. Kiepenheuer & Witsch, Köln 2025, ISBN 978-3-462-00776-3

## Filme
- Pepe Danquart: Joschka und Herr Fischer. Deutschland 2011, 140 min, X-Verleih
- Die Welt des Joschka Fischer. Sieben Jahre zwischen Krieg und Frieden. Dokumentarfilm, 105 min, Deutschland, 2005, Regie: Stephan Lamby, Produktion: Phoenix, Kurzbeschreibung (Memento vom 14. Juni 2008 im Internet Archive) von Phoenix
- Rot-Grün macht Kasse. Dokumentarfilm über die Tätigkeit ehemaliger Politiker als Lobbyisten, 30 min, Deutschland, 2011, Produktion: NDR/Panorama (online)